# Kościół Świętej Trójcy w Bytomiu
Kościół Świętej Trójcy – rzymskokatolicki kościół parafialny zaprojektowany przez Paula Jackischa w stylu neogotyckim, wzniesiony w latach 1883–1886 w śródmieściu Bytomia, wpisany do rejestru zabytków nieruchomych województwa śląskiego.

## Historia

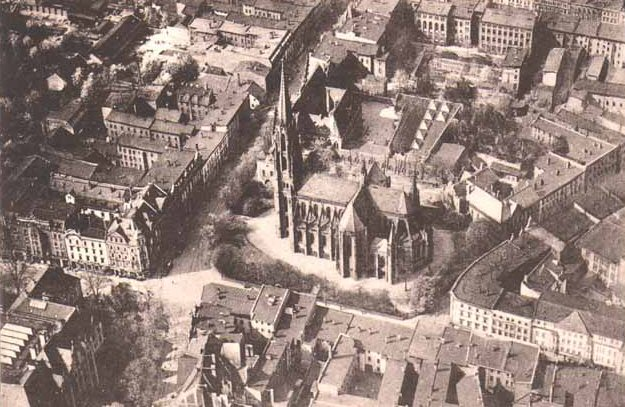
Kościół Świętej Trójcy z lotu ptaka (około 1925)

Obecny kościół Świętej Trójcy stanął na miejscu dawnej kaplicy katolickiego cmentarza parafialnego kościoła Wniebowzięcia Najświętszej Maryi Panny. Owa stara nekropolia znajdowała się niegdyś poza miastem, na tzw. „Piekarskim Przedmieściu”. Z racji dynamicznego rozwoju Bytomia w XIX wieku i szybkiego wzrostu ludności (na początku stulecia liczba mieszkańców wynosiła zaledwie ok. 1700 obywateli, a w roku 1900 przekroczyła 51 000) Piekarskie Przedmieście zostało wchłonięte do miasta i zabudowane budynkami mieszkalnymi. W związku z tym wiele osób żyjących w bliskim sąsiedztwie cmentarza protestowało przeciwko jego dalszemu istnieniu. W połączeniu ze złym stanem kaplicy cmentarnej około 1864 roku, zaowocowało to podjęciem decyzji o przeniesieniu nekropolii na pola poza miasto w okolicach dzisiejszej ulicy Piekarskiej. O budowie nowego kościoła w tym miejscu postanowiono znacznie później, bo dopiero w 1873 roku. Na ten cel nałożono na mieszkańców Bytomia podatek kościelny w wysokości 25%, który składano w Śląskim Towarzystwie Kredytowym na koncie oprocentowanym na 3,5%. Początkowo nowy kościół planowano postawić na miejscu starej kaplicy Świętego Jacka w Rozbarku, ale gmina Rozbark nie wyraziła na to zgody. Rozważano także lokalizacje naprzeciw gimnazjum, lecz zrezygnowano z tego pomysłu, ponieważ koszty zakupu tego terenu były za wysokie, poza tym jego właściciel nie zamierzał oddać swojej działki na ten cel. W końcu zdecydowano się na wybudowanie kościoła na miejscu zamkniętego cmentarza na Piekarskim Przedmieściu. Niestety z powodu śmierci proboszcza Józefa Szafranka budowa opóźniła się o kilka lat. Około 2 października 1882 roku biskup wrocławski Robert Herzog udzielił pozwolenia na budowę nowej świątyni. Ostatecznie 21 maja 1883 roku wmurowano kamień węgielny, a nowy kościół ukończono w 1886 roku. 20 czerwca 1886 roku świątynia została konsekrowana przez biskupa-sufragana Hermanna Gleicha. W 1945 roku budynek uległ znacznemu zniszczeniu; następnie wstawiono nowe ołtarze boczne, nowe witraże, wzniesiono dwa portale, które z piaskowca szydłowieckiego wykonał Aleksander Bohurs. Rewitalizacja wnętrza zakończyła się w 1956 roku, pozostałe prace trwały do 1963 roku.

## Architektura

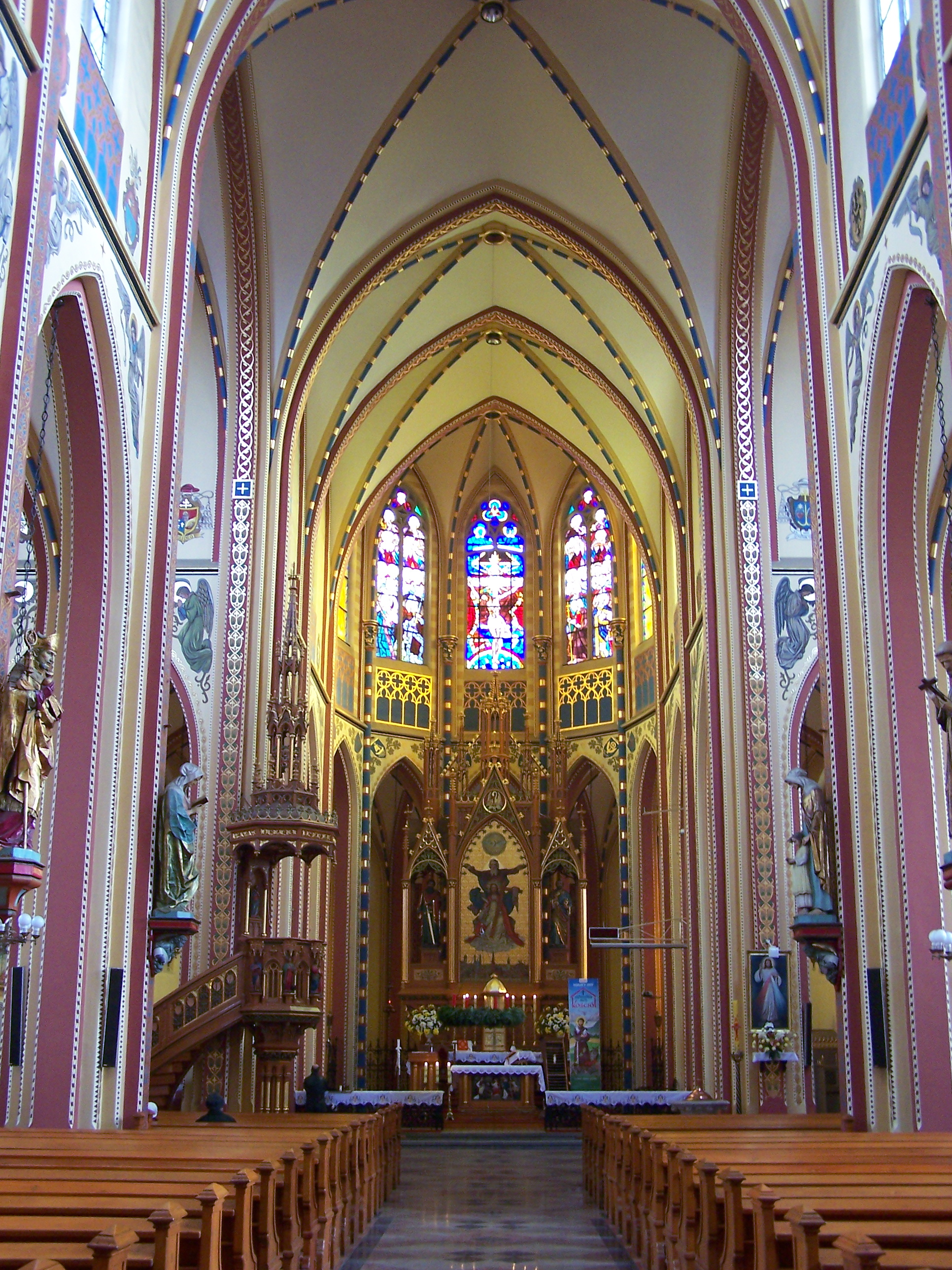
Wnętrze świątyni

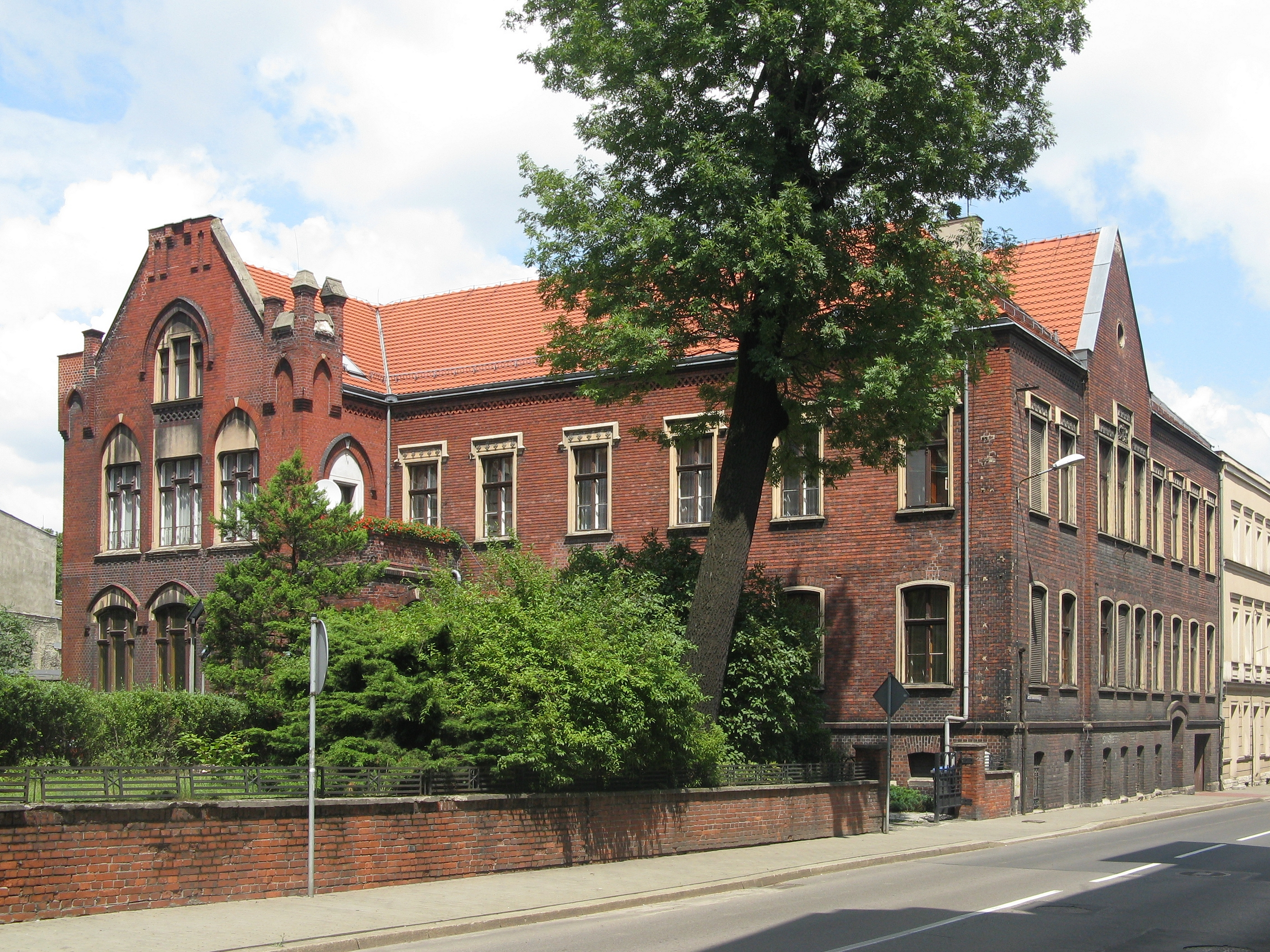
Plebania przy kościele (2018)

Duży, orientowany kościół wolno stojący, bazylikowy posiadający trzy nawy z nawą krzyżową. Nad zachodnią kruchtą wejściową znajduje się ponad 70-metrowa wieża, a na kalenicy dachu zobaczyć można sygnaturkę. Wnętrza są otynkowane i nakryte sklepieniami krzyżowo żebrowymi. Z zewnątrz cała budowla jest murowana z cegły. W środku znajduje się jedna empora chóru muzycznego z organami. Cała budowla jest utrzymana w stylu neogotyckim. Przy kościele znajduje się zabytkowa plebania z 1880 roku.

### Wyposażenie
Wewnątrz kościoła znajduje się tylko jedna pamiątka po dawnej kaplicy cmentarnej, jest to figura Świętego Józefa stworzona w XVII wieku. Reszta pochodzi z okresu budowy kościoła. Najbardziej interesujący jest ołtarz główny z rzeźbami wykonanymi przez Buhla z Wrocławia i obrazem Świętej Trójcy na tle miasta autorstwa Fahnrotha. Warto zwrócić także uwagę na polichromie ścian które zostały utworzone w latach 1922-1923. Prócz wcześniej wymienionych arcydzieł imponujące są także dekoracje rzeźbione w piaskowcu m.in. maswerki okien czy dekoracja zwieńczenia wieży. Organy zbudowała austriacka firma Rieger, posiadają 50 głosów. Całość wyposażenia w pełni odwzorowuje płomienisty gotyk.